# Vietnam Championship Series
League of Legends Vietnam Championship Series (viết tắt: VCS, tiếng Việt: Giải vô địch Quốc gia Liên Minh Huyền Thoại Việt Nam), là giải đấu thể thao điện tử Liên Minh Huyền Thoại chuyên nghiệp cấp cao nhất dành riêng cho các đội tuyển thể thao điện tử LMHT ở Việt Nam. Đây cũng là giải đấu mà các đội tham gia được học hỏi và có thể tìm thấy những nhà tài trợ thích hợp.
Từ năm 2013 đến năm 2017, VCS là giải cấp dưới của giải vô địch Đông Nam Á là Garena Premier League (GPL). Từ năm 2018, VCS tách khỏi GPL và trở thành giải đấu riêng đồng hạng, các đội tuyển của Việt Nam có cơ hội tham gia trực tiếp các sự kiện quốc tế của thể thao điện tử Liên Minh Huyền Thoại do Riot Games tổ chức mà không cần phải tham gia GPL nữa.

## Lịch sử

### Giai đoạn 2012-2013
Trước khi đổi tên thành Vietnam Championship Series, giải đấu từng mang tên Đấu Trường Danh Vọng (Glorious Arena). Trải qua 4 mùa giải từ giữa năm 2012 đến cuối 2013, giải đấu chứng kiến sự thống trị của Saigon Jokers với 3 lần vô địch và 1 lần vô địch của Full Louis. Đến cuối năm 2013 giải được thay đổi thành Vietnam Championship Series.

### Giai đoạn 2013-2014
Giải đấu đầu tiên được tổ chức vào Mùa Đông năm 2013 với tên gọi Vietnam Championship Series không có vòng loại. Các đội tham dự đều được Vietnam Esports mời và tổng giá trị giải thưởng của giải đấu đầu tiên là 200.000.000 VNĐ. Từ mùa thứ 3, giải đấu bắt đầu có vòng loại và tên cũng được đổi thành Vietnam Championship Series A (VCS A) để phân biệt với giải đấu vòng loại là Vietnam Championship Series B (VCS B). Năm 2014, do giải được Dell tài trợ nên tên giải được đặt là Dell Championship Serie A (DCS A), tổng giải thưởng cũng tăng lên thành 300.000.000 VNĐ.
Trong giai đoạn này, giải đấu VCS đóng vai trò là giải đấu hạng dưới của GPL. Các đại diện Việt Nam tham gia GPL sẽ không thi đấu tại VCS. Khi kết thúc mùa giải, các đội đứng đầu VCS sẽ cùng các đội Việt Nam tham gia GPL thi đấu vòng loại GPL mùa tiếp theo để chọn ra các đại diện Việt Nam thi đấu GPL mùa tiếp theo. Giải đấu có 8 đội tham dự. Ở Mùa Đông 2013 và Mùa Xuân 2014 các đội thi đấu vòng tròn 2 lượt BO1 tính điểm để xếp hạng chung cuộc. Riêng Mùa Hè 2014, các đội thi đấu vòng tròn 2 lượt BO2 tính điểm và chọn ra 4 đội đứng đầu thi đấu Playoffs để tìm ra đội vô địch.

### Giai đoạn 2015
VCS A mở rộng số đội tham gia giải đấu lên 16 đội, đồng thời giải đấu cũng có sự tham gia của các đội Việt Nam thi đấu tại GPL (các đội này thi đấu hai giải cùng một lúc). Tổng giá trị giải thưởng được nâng lên thành 1,510,000,000 VNĐ trong đó đội vô địch được thưởng 250,000,000 VNĐ. 16 đội thi đấu vòng tròn 2 lượt Bo1 tính điểm để xếp hạng chung cuộc. Tại giải Mùa Xuân, 6 đội đứng đầu sẽ đại diện VCS A tham gia GPL Mùa Hè, trong khi 3 đội đứng đầu Mùa Hè sẽ chắc suất tham dự VCS A Mùa Xuân 2016 (số đội tham gia giải đấu này bị giảm).

### Giai đoạn 2016 - 2017
Năm 2016, VCS A có một bước tiến lớn khi giải đấu chính thức nằm trong hệ thống giải đấu của Riot Games, đánh dấu VCS A chính thức bước lên chuyên nghiệp. Ban tổ chức giải đã giảm số đội tham dự xuống còn 10 đội, bù lại sẽ phát lương 2 triệu đồng/tháng cho các huấn luyện viên và VĐV tham dự giải. Thể thức giải cũng thay đổi cho phù hợp: ở vòng bảng Mùa Xuân, 10 đội đấu vòng tròn 2 lượt tính điểm Bo1, trong khi vòng bảng giải Mùa Hè các đội thi đấu vòng tròn lượt BO2. Kết thúc vòng bảng, 4 đội có số điểm cao nhất sẽ tham gia đánh play-offs để tìm nhà vô địch, đồng thời cũng là đại diện duy nhất của VCS A tham dự GPL. VCS A cũng được đổi tên thành Coca-cola Championship Series (CCCS) dưới sự tài trợ của Coca Cola. Đến mùa hè 2016, giải Coca-cola Championship Series lại đổi tên thành MountainDew Championship Series (MDCS) dưới sự tài trợ của nhãn nước uống Mountain Dew.
Năm 2017, số đội dự giải tiếp tục bị giảm còn 8 đội, bù lại lương HLV và VĐV tăng lên thành 3 triệu đồng/tháng. Thể thức giải cũng vì thế mà thay đổi: 8 đội đấu vòng tròn 2 lượt tính điểm BO3, 4 đội có số điểm cao nhất sẽ tham gia thi đấu play-offs để tìm ra nhà vô địch và những đại diện tham gia GPL. Đây cũng là năm VCS thể hiện tốt nhất tại các giải đấu quốc tế khi GIGABYTE MARINES (GAM): hạt giống số 1 - đại diện cho VCS đã lọt vào top 6 Mid-Season Invitational 2017 và tại Chung Kết Thế Giới 2017 họ đã giành chiến thắng ấn tượng trước Fnatic (FNC): hạt giống số 3 của khu vực LEC (League of Legends European Championship). Dù sau đó không thể vượt qua vòng bảng nhưng màn trình diễn của GAM giúp cho VCS củng cố thành tích và là tiền đề để được Riot Games trao cho 2 suất tham dự đến thẳng với Giải vô địch thế giới Liên Minh Huyền Thoại sau này.

### Giai đoạn 2018 - 2022
Riot Games trực tiếp tham gia vào công tác điều hành giải, giải đấu quay trở lại với tên gọi Vietnam Championship Series (VCS), tổng giải thưởng tăng lên 1 tỉ 200 triệu đồng, lương HLV và VĐV tăng lên 4 triệu đồng/tháng. Ngoài ra, các trận đấu của VCS được tổ chức tại một địa điểm là GG Stadium - Lầu 6, Crescent Mall, Quận 7, Thành phố Hồ Chí Minh do chính Riot Games xây dựng, thay vì tổ chức trực tuyến như trước. Những đội không có trụ sở tại TP HCM sẽ được ban tổ chức hỗ trợ chi phí trong suốt thời gian thi đấu VCS Mùa Xuân 2018.
Ngày 21 tháng 2 năm 2018, VCS tách khỏi GPL. Đây là một kết quả xứng đáng cho khu vực Việt Nam khi đã chiếm ưu thế lớn trong các vòng loại khu vực cũng như độc chiếm ngôi đầu ở 4 giải đấu GPL được tổ chức trong giai đoạn 2016-17. Thêm vào đó thì thành tích quốc tế của Việt Nam, cụ thể là tại MSI 2017 và Giải vô địch thể thao điện tử Liên Minh Huyền Thoại thế giới 2017 đều rất ấn tượng. Riot Games cho rằng đây là thời điểm rất thích hợp để đưa Việt Nam tách khỏi GPL để trở thành một khu vực riêng biệt. Thay đổi tại các giải đấu quốc tế có sự tham gia của Việt Nam như sau:
- Việt Nam (VCS) sẽ thuộc nhóm với Thổ Nhĩ Kỳ (TCL) và CIS (LCL) tại các kì Rift Rivals.
- MSI: Đội vô địch VCS Mùa Xuân sẽ đại diện VCS tham dự MSI.
- Giải vô địch thể thao điện tử Liên Minh Huyền Thoại thế giới: Chắc chắn có được một suất tham dự Vòng Khởi động, ngoài ra đại diện VCS có thể được lọt thẳng vào vòng bảng hoặc có thêm một đại diện nữa nếu VCS thi đấu tốt tại MSI.

Đội vô địch VCS Mùa Xuân 2018 sẽ tăng lên 100 triệu đồng nâng tổng giá trị lên thành 500 triệu đồng được sẽ tách từ phần thưởng của GPL Mùa Xuân 2018 (Phần thưởng dự kiến mà đội vô địch Việt Nam tham dự GPL Mùa Xuân). Tuy nhiên điều này chỉ áp dụng cho Mùa Xuân, còn từ Mùa Hè trở đi Việt Nam sẽ không còn liên quan tới giải đấu của GPL nữa.
Về thể thức thi đấu, vòng bảng giải đấu thi đấu vòng tròng 2 lượt BO3 tính điểm để chọn ra từ 4 đến 6 đội (tùy mùa giải) tiến vào Playoffs.Tại vòng Playoffs, các đội thi đấu loại trực tiếp hoặc nhánh thắng - nhánh thua để tìm ra đội vô địch, cũng như các đại diện VCS tham gia các giải đấu quốc tế.
Tại mùa giải năm 2020 và 2021, do ảnh hưởng của dịch COVID-19, giải đấu liên tục chuyển đổi giữa thi đấu trực tuyến và thi đấu trực tiếp không có khán giả tùy theo điều kiện cho phép giữa tình hình dịch bệnh. Trong khoảng thời gian này, các đại diện của VCS không thể tham dự các giải đấu quốc tế do hạn chế đi lại. VCS Mùa Hè 2021 đã không thể diễn ra cũng do tình hình dịch bệnh và sau đó được thay thế bởi VCS Mùa Đông 2021 diễn ra vào tháng 11.
Sang mùa giải năm 2022, VCS được tổ chức trở lại với hình thức thi đấu trực tuyến xuyên suốt mùa giải. Ngày 4/7/2022, ban tổ chức VCS chính thức đóng cửa GG Stadium.

### Giai đoạn 2023 - nay
Cuối năm 2022, thỏa thuận hợp tác phát hành Liên Minh Huyền Thoại tại khu vực Đông Nam Á giữa Garena và Riot Games kết thúc. Từ năm 2023, giải đấu VCS được phối hợp tổ chức giữa Riot Games, VNG Games và Ionia. Giải đấu quay trở lại hình thức thi đấu trực tiếp không khán giả tại VCS Studio -5 Phạm Ngũ Lão, Phường 3, Quận Gò Vấp, TPHCM cùng với những lời hứa hẹn về một studio hiện đại đang trong quá trình xây dựng.
Thể thức thi đấu và số đội tham dự giải vẫn được giữ nguyên là 8 đội. Tổng giải thưởng của mỗi mùa giải năm 2023 là 1.200.000.000 VNĐ và mỗi mùa giải năm 2024 là 1.815.000.000 VNĐ.
Tại VCS Hoàng Hôn 2023 (tương đương giải Mùa Hè), sau một tuần thi đấu, BTC giải đình chỉ các trận đấu của đội SBTC Esports để điều tra. Sau một tháng điều tra, BTC quyết định xử phạt đội SBTC theo hình thức hủy tư cách tham dự tất cả hệ thống giải đấu của VCS do vi phạm nghiêm trọng các quy định và điều lệ của giải đấu. Đồng thời, chủ sở hữu đội SBTC bị cấm tham gia vĩnh viễn trên toàn bộ hệ thống giải đấu của Riot, cũng như 5 tuyển thủ của đội bị cấm thi đấu trên toàn bộ hệ thống giải đấu của Riot trong vòng 36 tháng. Giải đấu tiếp tục với 7 đội còn lại.
Tại VCS 2024 Mùa Xuân, sau ngày thi đấu đầu tiên (14/3) của tuần thi đấu vòng bảng cuối cùng, BTC thông báo tạm hoãn các trận đấu còn lại của tuần. Ngày 18 tháng 3, BTC thông báo hủy các trận đấu còn lại của vòng bảng và kết quả các trận đấu vào ngày 14 tháng 3 không được tính. Vòng chung kết sẽ được hoãn cho đến khi có thông báo tiếp theo. Ngày 29 tháng 3, ban tổ chức công bố vòng chung kết VCS mùa xuân diễn ra từ ngày 3 tháng 4 đến ngày 7 tháng 4 với 4 đội tham dự là 4 đội đứng đầu trên BXH sau tuần 7, thay vì 6 đội như luật ban đầu. Đồng thời BTC cũng công bố danh sách 32 cá nhân và tuyển thủ bị tạm thời đình chỉ để phục vụ công tác điều tra. Trong trận chung kết tổng, GAM đánh bại Vikings Esports với tỷ số 3-1 để lên ngôi vô địch giải VCS 2024 mùa xuân và giành quyền dự Mid-Season Invitational 2024. Ngày 3/6, BTC công bố danh sách xử phạt với 29 cá nhân và tuyển thủ bị xử phạt với thời gian cấm tham dự giải từ 6 tháng đến trọn đời; đội Rainbow Warriors bị cấm tham gia vĩnh viễn trên toàn bộ hệ thống giải đấu của Riot. Mùa giải VCS 2024 Mùa Hè diễn ra với 7 đội còn lại. GAM Esports một lần nữa khẳng định vị thế thống trị với chiến thắng 3-0 trước Viking Esports để lần thứ 6 liên tiếp đăng quang.
Sau 6 năm VCS tách ra thành khu vực riêng, mới đây trang chủ Riot Games đã đưa ra thông tin khiến người hâm mộ bộ môn Liên Minh Huyền Thoại Việt Nam lo lắng. Theo đó từ năm 2025 Việt Nam sẽ tham gia vào một giải đấu bao gồm các đội Châu Á - Thái Bình Dương (APAC) như Hồng Kông, Macao, Châu Đại Dương, Đài Bắc Trung Hoa. Như vậy vào năm 2025, VCS sẽ phải đánh play-off với các khu vực trong Châu Á - Thái Bình Dương để giành suất tham dự các sự kiện Quốc tế. Việc đối đấu với khu vực PCS là điều đáng lo ngại nhất vì về mặt trình độ của họ vẫn đang bỏ xa rất nhiều. Ví như các khu vực LJL (Nhật Bản) và LCO (Châu Đại Dương) đã gặp rất nhiều khó khăn, thậm chí là mất hút ở các giải đấu lớn.
Ngày 30 tháng 9 năm 2024, Riot công bố tên của giải đấu khu vực Châu Á - Thái Bình Dương là League of Legends Championship Pacific (LCP). VCS từ năm 2025 sẽ là giải đấu thuộc cấp của LCP để tìm ra đại diện tham dự vòng thăng hạng, đối đầu với các đội đến từ PCS, LJL và đội khách mời của LCP nhằm hướng tới tấm vé khách mời tham dự LCP trong những năm tiếp theo.

## Danh sách đội tuyển
Danh sách các đội tuyển tham gia VCS mùa hè 2025.
| Đội tuyển            | ID   | Đội hình         | Đội hình            | Đội hình   | Đội hình       | Đội hình        | HLV trưởng   |
| Đội tuyển            | ID   | Đường Trên       | Đi Rừng             | Đường Giữa | Đường Dưới     | Hỗ Trợ          | HLV trưởng   |
| -------------------- | ---- | ---------------- | ------------------- | ---------- | -------------- | --------------- | ------------ |
| GenZ Gaming          | GENZ | Coated           | Thorfin Dav         | Himmel     | Vit            | CBL             | Ren          |
| MGN Vikings Academy  | MVKA | Nanaue           | SanSan              | Chika      | SkyK           | Callian         | Bigkoro      |
| Mila Gaming          | MG   | King Hobbit DNTL | Selxis Limerence    | Hustle     | Bumblebee QTC9 | LDK             | Zin          |
| Never Give Up        | NGU  | Warrior Souma    | tiphat              | TT         | Slowz          | kairi Seebulabu |              |
| Saigon Dino          | DINO | Sparda           | Yusah TomRio        | aisyL Pout | Aomine         | Bie             | Thầy Giáo Ba |
| Saigon Secret        | TS   | Rigel            | Phuc1               | Naviah     | Harky          | Tahahy          | Means        |
| SN CyberCore Esports | SCBC | Kazunn           | Bojji Heart Leetoan | Vin        | Arrietty       | Yume            | Kyo          |
| Team Flash           | TF   | Pun Yoshino      | Draktharr           | playcool   | Puddin         | Soraaa          |              |

Nguồn: VCS LMHT

## Thống kê từng mùa giải
| Năm  | Giải đầu           | Thời gian                                | Vô địch                                  | Á quân                                   | Hạng 3                                   |
| ---- | ------------------ | ---------------------------------------- | ---------------------------------------- | ---------------------------------------- | ---------------------------------------- |
| 2013 | Mùa Đông           | 02/11/2013 – 17/12/2013                  | XGame                                    | Hanoi Dragons                            | Beautiful Life Gaming                    |
| 2014 | Mùa Xuân           | 22/02/2014 – 13/04/2014                  | Team Ozone Cutie Monsters                | Hanoi Dragons                            | Hanoi Fate                               |
| 2014 | Mùa Hè             | 14/06/2014 – 24/09/2014                  | G5 E-Sports Fate Team                    | HoL Elements                             | Hanoi Phoenix                            |
| 2015 | Mùa Xuân           | 15/11/2014 – 06/04/2015                  | Saigon Fantastic Five                    | Saigon Jokers                            | Boba Marines                             |
| 2015 | Mùa Hè             | 17/05/2015 – 24/08/2015                  | Boba Marines                             | Full Louis                               | Saigon Jokers                            |
| 2016 | Mùa Xuân           | 15/01/2016 – 06/03/2016                  | Saigon Jokers                            | Full Louis                               | 269 Gaming Boba Marines                  |
| 2016 | Mùa Hè             | 20/05/2016 – 18/07/2016                  | Saigon Jokers                            | Saigon Mongaming                         | An Phát Ultimate Boba Marines            |
| 2017 | Mùa Xuân           | 08/02/2017 – 02/04/2017                  | GIGABYTE Marines                         | Young Generation                         | UTM Esports                              |
| 2017 | Mùa Hè             | 06/07/2017 – 13/08/2017                  | GIGABYTE Marines                         | Young Generation                         | ROG Friends                              |
| 2018 | Mùa Xuân           | 18/01/2018 – 07/04/2018                  | EVOS Esports                             | GIGABYTE Marines                         | UTM Esports                              |
| 2018 | Mùa Hè             | 21/06/2018 – 22/09/2018                  | Phong Vũ Buffalo                         | Adonis Esports                           | Friends Forever                          |
| 2019 | Mùa Xuân           | 17/01/2019 – 13/04/2019                  | Phong Vũ Buffalo                         | EVOS Esports                             | Sky Gaming                               |
| 2019 | Mùa Hè             | 20/06/2019 – 15/09/2019                  | GAM Esports                              | Team Flash                               | Lowkey Esports                           |
| 2020 | Mùa Xuân           | 31/01/2020 – 18/04/2020                  | Team Flash                               | GAM Esports                              | EVOS Esports                             |
| 2020 | Mùa Hè             | 19/06/2020 – 05/09/2020                  | Team Flash                               | GAM Esports                              | EVOS Esports                             |
| 2021 | Mùa Xuân           | 22/01/2021 – 18/04/2021                  | GAM Esports                              | Saigon Buffalo                           | Team Secret                              |
| 2021 | Mùa Hè             | Bị huỷ do Đại dịch COVID-19 tại Việt Nam | Bị huỷ do Đại dịch COVID-19 tại Việt Nam | Bị huỷ do Đại dịch COVID-19 tại Việt Nam | Bị huỷ do Đại dịch COVID-19 tại Việt Nam |
| 2021 | Mùa Đông           | 16/11/2021 – 26/12/2021                  | Cerberus Esports                         | GAM Esports                              | Burst The Sky Esports                    |
| 2022 | Mùa Xuân           | 11/02/2022 – 24/04/2022                  | GAM Esports                              | Saigon Buffalo                           | Team Secret                              |
| 2022 | Mùa Hè             | 07/07/2022 – 04/09/2022                  | GAM Esports                              | Saigon Buffalo                           | Team Secret                              |
| 2023 | Hừng Đông          | 24/02/2023 – 23/04/2023                  | GAM Esports                              | SBTC Esports                             | CERBERUS Esports                         |
| 2023 | Hoàng Hôn          | 23/06/2023 – 09/09/2023                  | GAM Esports                              | Team Whales                              | Team Secret                              |
| 2024 | Mùa Xuân           | 20/01/2024 – 07/04/2024                  | GAM Esports                              | Vikings Esports                          | Team Secret                              |
| 2024 | Mùa Hè             | 21/06/2024 - 18/08/2024                  | GAM Esports                              | Vikings Esports                          | Team Whales                              |
| 2025 | Mùa Xuân           | 28/02/2025 – 30/03/2025                  | Hyper Vortex Esports                     | Team Flash                               | Saigon Secret                            |
| 2025 | Mùa Hè             | 27/05/2025 - 22/06/2025                  | Saigon Dino                              | MGN Vikings Academy                      | Team Flash                               |
| 2025 | Chung kết mùa giải | 29/08/2025 - 31/08/2025                  | Saigon Dino                              | SN CyberCore Esports                     | Never Give Up                            |

## Thống kê

### Thành tích tốt nhất của các đội tuyển
| Đội tuyển                 | Vô địch | Á quân | Hạng 3 |
| ------------------------- | ------- | ------ | ------ |
| GAM Esports               | 11      | 3      | 3      |
| Saigon Buffalo            | 2       | 5      | 0      |
| Team Flash                | 2       | 1      | 3      |
| Saigon Jokers             | 2       | 1      | 1      |
| EVOS Esports              | 1       | 1      | 2      |
| Hanoi Fate                | 1       | 0      | 1      |
| Cerberus Esports          | 1       | 0      | 0      |
| Saigon Fantastic Five     | 1       | 0      | 0      |
| XGame                     | 1       | 0      | 0      |
| Team Ozone Cutie Monsters | 1       | 0      | 0      |
| Hyper Vortex Esports      | 1       | 0      | 0      |
| Saigon Dino               | 1       | 0      | 0      |
| Full Louis                | 0       | 2      | 0      |
| Vikings Esports           | 0       | 2      | 0      |
| Team Secret               | 0       | 1      | 5      |
| Team Whales               | 0       | 1      | 1      |
| MGN Vikings Academy       | 0       | 1      | 0      |
| SBTC Esports              | 0       | 1      | 0      |

### Các tuyển thủ đã thi đấu ở nước ngoài
| ID      | Tên thật             | Đội tuyển             | Thời gian                          | Vai trò    |
| ------- | -------------------- | --------------------- | ---------------------------------- | ---------- |
| Navy    | Chướng Viễn Long     | Bangkok Titans        | 08/2013 - 09/2013                  | Đường giữa |
| Noway   | Nguyễn Vũ Long       | Ascension Gaming      | 10/2016 - 05/2017                  | Đường dưới |
| SofM    | Lê Quang Duy         | Weibo Gaming          | 05/2016 - nay                      | Đi rừng    |
| Beyond  | Trương Vĩnh Thanh    | Fortius               | 06/2016 - 05/2017                  | Đường giữa |
| MeoCon  | Trần Thanh Lâm       | Fortius               | 01/2017 - 04/2017                  | Đi rừng    |
| Sunny   | Nguyễn Thanh Phong   | Headhunters           | 11/2016 - 05/2017                  | Hỗ trợ     |
| Calm    | Đinh Trọng Quyết     | Bangkok Titans        | 05/2017 - 09/2017                  | Đường trên |
| Kriss   | Nguyễn Hữu Phúc      | Headhunters           | 12/2016 - 11/2017                  | Đi rừng    |
| Petland | Võ Huỳnh Quang Huy   | Headhunters           | 05/2017 - 02/2018                  | Đường giữa |
| Tom     | Nguyên Năng Hiếu     | Headhunters           | 02/2018 - 05/2018                  | Đi rừng    |
| Biob    | Nguyễn Lâm Việt Sinh | Headhunters           | 02/2018 - 05/2018                  | Đường giữa |
| Pot     | Văn Hữu Bảo          | MEGA                  | 6/2018 - 12/2018                   | Đi rừng    |
| Secr3t  | Ông Gia Nguyên       | MEGA                  | 6/2018 - 12/2018                   | Đường giữa |
| Levi    | Đỗ Duy Khánh         | 100 Thieves JD Gaming | 12/2017 - 12/2018 12/2018 - 5/2019 | Đi rừng    |
| Minky   | Đỗ Đức Minh          | Bigetron E-Sports     | 12/2017 - 8/2018                   | Đường trên |
| MT      | Nguyễn Minh Trí      | Bigetron E-Sports     | 03/2018 - 8/2018                   | Đường giữa |

## Giải thưởng cá nhân

### Bảng xếp hạng MVP mùa giải
| Mùa giải      | Tuyển thủ                                          | Đội tuyển              | Time/Points |
| ------------- | -------------------------------------------------- | ---------------------- | ----------- |
| Mùa xuân 2017 | Đỗ " Levi " Duy Khánh                              | GIGABYTE Marines       | 400         |
| Mùa hè 2017   |                                                    |                        |             |
| Mùa xuân 2018 | Nguyễn " YiJin " Lê Hải Đăng                       | EVOS Esports           | 900         |
| Mùa hè 2018   | Phạm " Zeros " Minh Lộc                            | Phong Vũ Buffalo       | 1000        |
| Mùa xuân 2019 | Phạm " Zeros " Minh Lộc                            | Phong Vũ Buffalo       | 1100        |
| Mùa hè 2019   | Đỗ " Levi " Duy Khánh Nguyễn " YiJin " Lê Hải Đăng | GAM Esports Team Flash | 800         |
| Mùa xuân 2020 | Lê " Dia1 " Phú Quý                                | GAM Esports            | 1100        |
| Mùa hè 2020   | Lê " Dia1 " Phú Quý                                | GAM Esports            | 1000        |
| Mùa xuân 2021 | Đỗ " Levi " Duy Khánh                              | GAM Esports            | 1000        |
| Mùa đông 2021 | Lê Lưu " Killerqueen " Bách Đạt                    | Luxury Esports         | 1100        |
| Mùa xuân 2022 | Trần " BeanJ " Văn Chính                           | Saigon Buffalo         | 1000        |
| Mùa hè 2022   | Nguyễn Phước " Celebrity " Long Hiệp               | SBTC Esports           | 1000        |

## Đội ngũ bình luận viên, MC
Danh sách thuộc giải VCS Mùa hè 2025.

### BLV
| ID          | Tên thật           | Đội | Vai trò/Chức vụ |
| ----------- | ------------------ | --- | --------------- |
| Baka        | Phạm Hữu Minh Quân | VCS | BLV             |
| Ngọc Thiên  | Đặng Ngọc Thiên    | VCS | BLV             |
| Hữu Trung   | Bùi Hữu Trung      | VCS | BLV             |
| Khải Nguyễn | Nguyễn Đỗ Khải     | VCS | BLV             |
| Hải Dương   | Nguyễn Hải Dương   | VCS | BLV             |
| Tùng Lâm    | Hoàng Tùng Lâm     | VCS | BLV             |

### Co-streamer
| ID         | Tên thật             | Nền tảng Co-stream |
| ---------- | -------------------- | ------------------ |
| Lu         | Huỳnh Hải Hoàng Luân | YouTube            |
| Optimus    | Trần Văn Cường       | YouTube            |
| Hoàng Sama | Nguyễn Minh Hoàng    | YouTube            |
| Tùng Lâm   | Hoàng Tùng Lâm       | YouTube            |
| Phương Boo | Trần Nhật Hà Phương  | YouTube            |
| Hannie     | Trần Thị Ngọc Hân    | YouTube            |
| Ngọc Thiên | Đặng Ngọc Thiên      | YouTube            |
| Drize      | Trần Hiếu            | OnLive TikTok      |
| Cris       | Lý Nguyễn Minh Nghĩa | Facebook           |

## Nhà tài trợ chính của giải đấu
- Dell: Mùa Xuân và Hè 2014
- Coca Cola: Mùa xuân 2016
- Mountain Dew: Mùa hè 2016, Mùa xuân và Mùa hè 2017
- Wake-up 247: Mùa hè 2018[22]
- Clear men: Mùa xuân 2019
- Coca-Cola Energy: Mùa hè 2019
- Nonolive: Mùa hè 2020
- Castrol POWER1: Mùa xuân 2022
- ON Live Esports và VTVCab : Mùa giải 2025

## Sự cố & tranh cãi

### Nghi vấn bán độ tại VCS 2024 mùa xuân
Ngày 15 tháng 3 năm 2024, Ban tổ chức giải đấu tuyên bố tạm hoãn các trận đấu diễn ra trong tuần 8 giai đoạn Mùa Xuân để điều tra các đội tham gia giải đấu. Tuyên bố không nêu lý do dừng giải đấu để điều tra, nhưng theo một số truyền thông báo chí, việc dừng giải đấu được cho là để điều tra nghi ngờ bán độ, cá độ trong thi đấu của các đội tham gia. Sau khi đưa ra thông báo tạm hoãn, ngày 18 tháng 3, Ban tổ chức giải đấu tuyên bố tạm hoãn vô thời hạn.
Ngày 28 tháng 3, BTC thông báo tạm dừng các hoạt động thi đấu, chỉ đạo của 32 người, gồm 29 tuyển thủ, 2 HLV & 1 quản lý thuộc 8 đội tuyển, đồng thời cho biết trong thời gian tạm dừng thi đấu, chỉ đạo thi đấu, những cá nhân này sẽ không thể tham gia bất cứ hoạt động Thể thao Điện tử nào của Riot Games, bao gồm các giải đấu chính thức hoặc do bên thứ ba tổ chức, và sẽ cho phép các thành viên của đội tuyển (bao gồm những cá nhân không được đề cập ở trên) bổ sung thông tin hoặc phản hồi quyết định của BTC.